# Кампаньелло, Томас
Томас Кампаньелло (итал. Thomas Campaniello; род. 29 февраля 2008, Чертальдо, Тоскана) — итальянский футболист, нападающий клуба «Эмполи».

## Клубная карьера
Кампаньелло — воспитанник клуба «Эмполи».
Дебютировал в Серии А 23 февраля 2025 года в проигранном (0:5) домашнем матче против «Аталанты».

## Международная карьера
В 2024 году в составе юношеской сборной Италии Кампаньелло принял участие в юношеском чемпионате Европы на Кипре. На турнире он сыграл в матчах против сборных Польши, Словакии, Швеции и Португалии.

## Достижения
Международные
 Италия (до 17)
- Победитель чемпионата Европы (до 17 лет) — 2024